# Jardim Ingá (Luziânia)
Jardim Ingá é um distrito no município brasileiro de Luziânia, do estado de Goiás.
Sua população, segundo o censo do IBGE de 2022, é de 88 748 habitantes (se fosse um município, seria o 18º mais populoso do estado). Possui uma estimativa de quase 51 mil eleitores. É o segundo distrito (excluindo distritos-sede) mais populoso do estado de Goiás e o 99º do Brasil. Devido ao crescimento populacional, foram iniciadas as políticas de emancipação que preveem o desmembramento do município de Luziânia. O principal impedimento é a aprovação da Lei Complementar 416/08.

## História
Localizado às margens da Rodovia BR-040, entre as cidades de Valparaíso de Goiás e Luziânia, o conhecido Jardim Ingá, é um distrito do município de Luziânia, Goiás, e conta com uma população estimada em mais de cem mil habitantes, em sua maioria pessoas que trabalham no Distrito Federal. Atualmente sua população luta pela emancipação do Jardim Ingá, o que o elevaria de distrito de Luziânia para um município independente.
Existem poucas informações sobre a origem do distrito Jardim Ingá. O que se sabe é que inicialmente o local chamava-se Fazenda Quinta e posteriormente foi um loteamento criado pela imobiliária Queiroz Imóveis na década de 1960, o que deu iníco ao bairro Jardim do Ingá. O jornal online "O Democrático" teve acesso ao Decreto de nº 2350/2000 que autorizou a criação no dia 13 de novembro de 2000, na época assinado pelo então prefeito Valcenor Braz Queiroz.
Diferença de distrito e bairro: é importante destacar que o distrito é denominado de JARDIM INGÁ, já o bairro, JARDIM DO INGÁ. Este foi criado pelo decreto nº 299 de 13 de agosto de 1960, já aquele, foi criado 40 anos depois, sendo formado pelo conjunto dos 34 bairros abaixo mencionados. Vinícius Abrantes, fundador do jornal online "O Democrático", explica bem em um vídeo a diferença dos termos. Assista.

## Comércio Local
O comércio local é bastante diversificado, tendo desde lojas de artigos domésticos à lojas de móveis e eletrodomésticos e loja de material médico hospitalar. Conta também com grandes empresas como Centrogran Granitos e Mármores, Buschle Alimentos (fábrica de geladinho americano) e Albracolor Alumínio.

## Saúde
Pública
- Hospital Municipal do Jardim Ingá Antônio Joaquim de Melo (HMJI);[8]
- UPA 24 horas; e
- 9 Unidades Básicas de Saúde da Família (UBSF).[9]

Particular
- Complexo de Especialidades Médicas do Entorno (CEME);
- Policlínica Saúde e Vida (matriz);
- Laboratório Santa Maria (matriz);
- Unidade Laboratório Sabin.

## Educação
Rede municipal
- 16 Centros Municipais de Educação Básica (CMEB);
- 8 Centros Municipais de Educação Infantil (CMEI);

Rede estadual
- 1 Centro de Ensino em Período Integral;
- 1 Centro de Ensino da Polícia Militar;
- 8 Colégios Estaduais;

Ensino Superior
- 1 universidade particular: Centro Universitário de Desenvolvimento do Centro-Oeste – UNIDESC.[12]

## Segurança, esporte, lazer e outros
Atualmente o distrito conta com um ginásio de esportes e centro poliesportivo anexo com várias quadras para prática de esportes, um restaurante comunitário, CIOPS - Centro Integrado de Operações de Segurança (da Polícia Civil do Estado de Goiás), Companhia da Polícia Militar do Estado de Goiás, além de um Vapt Vupt, um CRAS e o SENAI-GO. Há de ressaltar que há 12 viaturas da Polícia militar na sede da 2 CIPM (Jardim do Ingá), mas somente duas a quatro viaturas trabalham para tentar manter a sensação de segurança no distrito.

## Indústria
- Bunge[13]
- Sulina Óleos[14]
- Bokos Embalagens
- Concreto Redimix de Brasília

## Hidrografia[15]
- Ribeirão Saia Velha - parte dele estabelece a divisa entre o distrito e Cidade Ocidental.

1. Córrego Careca (nascente)

- Ribeirão Santa Maria - citado na lei de criação, é a divisa com o Novo Gama. Afluentes:

1. Córrego Cavalo Morto
2. Córrego Taveira - estabelece parte da divisa do distrito com Valparaíso de Goiás.
3. Córrego Vereda

- Ribeirão Palmital e afluentes:

1. Córrego Capitão do Mato + Córrego Capão da Velha
2. Córrego Cedro
3. Córrego João Fernandes - junto com seu confluente estabelece parte da divisa com o distrito-sede
4. Córrego Mangabeira (confluência)
5. Córrego Pindaibal

## Subdivisões
Hoje o distrito é composto por 34 bairros, na qual 28 foram utilizados pelo IBGE para cálculos referentes à população do distrito no censo de 2022:
| Bairro(s)*                                                                   | Área (km2) | População (IBGE 2022) |
| ---------------------------------------------------------------------------- | ---------- | --------------------- |
| Chácaras Vera Cruz Cidade Osfaya                                             | 4,81       | 2013                  |
| Cidade Industrial Fracaroli                                                  | 0,72       | 1722                  |
| Cidade Jardim Marília Vila Marília Parque São Sebastião                      | 0,80       | 4084                  |
| Jardim Central Jardim América Mansões Campinas                               | 0,85       | 1266                  |
| Jardim do Ingá                                                               | 2,48       | 15590                 |
| Jardim do Ingá Gleba B Santa Edwiges                                         | 0,61       | 1200                  |
| Jardim Flamboyant                                                            | 1,43       | 4602                  |
| Jardim Jockey Clube (Ipê) Vila Isabel                                        | 0,73       | 3105                  |
| Jardim Planalto                                                              | 0,77       | 1552                  |
| Jardim Umuarama                                                              | 2,98       | 1712                  |
| Jardim Zuleika                                                               | 1,54       | 8902                  |
| Parque Estrela Dalva IX                                                      | 5,37       | 24759                 |
| Parque Estrela Dalva X                                                       | 3,10       | 4579                  |
| Parque Industrial Mingone I Parque Industrial São José Parque Belo Horizonte | 1,05       | 2196                  |
| Parque Industrial Mingone II                                                 | 1,71       | 7978                  |
| Parque Nova Iguaçu Parque Cruzeiro do Sul                                    | 5,16       | 1591                  |
| Parque Residencial Faro                                                      | 0,27       | 1665                  |
| Vila Santa Marta                                                             | 0,05       | 232                   |
| Total                                                                        | 34,43      | 88748                 |

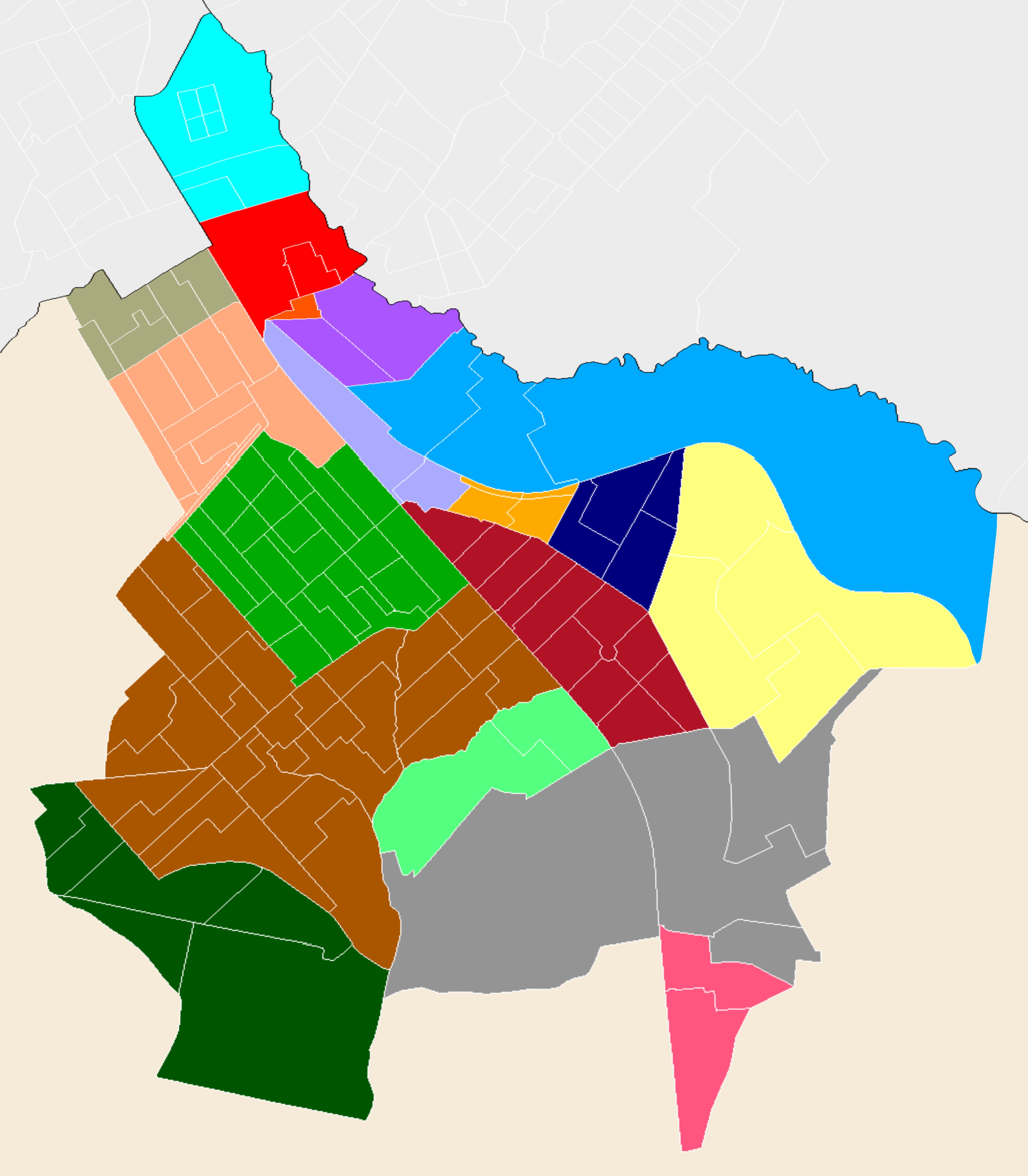
Levando em consideração os setores censitários do IBGE de 2022, estas são subdivisões do distrito Jardim Ingá, Luziânia.

Outros 6 bairros não foram utilizados pelo IBGE para o propósito supracitado, mas a área deles consta na lei de criação do distrito:
| Bairro(s)**                                                                | Área (km2) | População (IBGE 2022) |
| -------------------------------------------------------------------------- | ---------- | --------------------- |
| Chácaras Marajoara Mansões Fortaleza                                       | 8,79       | 1459                  |
| Mansões de Recreio Estrela Dalva VII Mansões de Recreio Estrela Dalva VIII | 23,73      | 2309                  |
| Vila Rica Jardim Gadiópolis                                                | 6,44       | 30                    |

*Alguns setores censitários abrangeram mais de um bairro, então os cálculos foram feitos com todos os bairros em que isso ocorreu.
**Portanto, os números corretos para o distrito seriam: 92 546 habitantes e 73,39 km2 de área.